# Al-Bahah (stad)
Al-Bahah (Arabisch: الباحة , Al Bāḥa) is een stad in Saoedi-Arabië en is de hoofdplaats van de provincie Al-Bahah.
Bij de volkstelling van 2004 telde Al-Bahah 85.212 inwoners.
Abha · Al-Bahah · Bariq · Buraidah · Dammam · Dhahran · Hail · Jeddah · Jizan · Jubail · Al-Kharj · Khobar · Medina · Mekka · Najran · Riyad · Tabuk · Taif · Unayzah · Yanbu
Saoedi-Arabië · Provincies